# Billard

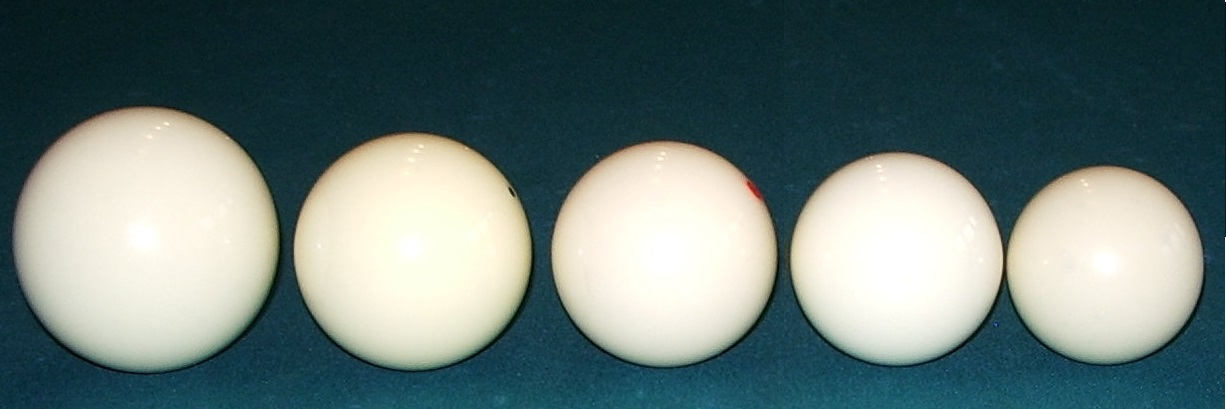
Größenvergleich verschiedener Billardkugeln, von links: Russisches Billard (68 mm), Karambolage (61,5 mm), Poolbillard (57 mm), Snooker (hier: 54 mm, Standard ist jedoch 52,5 mm), Blackball (51 mm)

Billard ([ˈbɪljaʁt], österreichisch auch [bɪlˈjaːɐ̯] oder [biˈjaːɐ̯]) ist ein Spiel, bei dem zwei Personen oder zwei Teams gegeneinander spielen, indem sie versuchen, Kugeln auf einem Tisch in bestimmte Positionen zu bringen.
Mit dem Queue werden die Billardkugeln (oft auch Bälle genannt) auf einem mit Billardtuch bespannten Billardtisch gestoßen. Dabei stößt der Spieler mit dem Queue nur die weiße Kugel (Spielkugel), die ihrerseits andere Kugeln (Objektkugeln) anstoßen kann. Die Kugeln bestehen heute meist aus einem hochwertigen Phenolharz.
Beim Billard unterscheidet man bis zu 35 Spielarten. Die populärsten davon sind Poolbillard, Snooker, Karambolage, Kegelbillard, Russisches Billard und English Billiards. Im Billard sind zahlreiche Fachbegriffe gebräuchlich (siehe Billard-Terminologie).

## Wortherkunft und Schreibweise

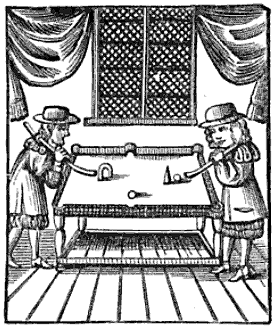
Ausschnitt aus dem Frontispiz in Charles Cottons Buch The Compleat Gamester, 1674. Man sieht eine frühe Form von Billard mit gekrümmten Schlägern und Schikanen auf dem Tisch (Hindernis und Bogen).

Das französische Wort billard ist schon seit 1399 belegt. Es bedeutete ursprünglich „kleiner Holzstamm, Holzstab“ oder genauer „krummer Stab“, was sich auf den damals gekrümmten Schläger bezog (vgl. das Bild rechts und das Bild unten mit König Ludwig XIV. am Billardtisch).
Das Wort billard entstand aus französisch bille durch Anfügung des Worbildungselements -ard, in diesem Fall als Diminutiv-Endung.
Französisch bille waren eigentlich zwei Wörter mit verschiedener Herkunft und verschiedenen Bedeutungen: zum einen „gefällter Holzstamm“ oder „Wellholz“, wovon billard primär abgeleitet wurde, laut Duden unter Einfluss der zweiten Wortbedeutung „Kugel“. Die beiden Wortbedeutungen von bille sind im heutigen Französisch erhalten geblieben: einerseits „Holzblock, Holzklotz“, andererseits „Kugel“.
Die im Deutschen übliche Schreibweise Billard entspricht der französischen Wortherkunft. Die englische Wortform ist billiards; in Zusammensetzungen auch billiard, z. B. billiard table oder billiard game. Die englische Schreibweise billiards taucht im Deutschen auf, wenn von English Billiards (oder kurz Billiards) die Rede ist.

## Geschichte

### Urformen
Die meisten heutigen Theorien zu den Ursprüngen des Billardspielens lassen auf eine Verwandtschaft des Billardspiels mit anderen Ballspielen wie Cricket, Croquet und Golf schließen. Ab dem 13. Jahrhundert finden sich Hinweise auf Ballspiele, die auf dem freien Feld gespielt und bei dem die Bälle mit einem Schläger oder Stock geschlagen wurden. Um auch in Gegenden mit meist schlechtem Wetter das Spiel betreiben zu können, verlegte man das Geschehen nach und nach in geschlossene Räume und dort schließlich auf einen Tisch. Auch wenn die Spielfläche sich dadurch erheblich verkleinerte, blieb die Grundidee des Spiels die gleiche. Damit die Bälle nicht vom Tisch fielen, befestigte man an den Rändern Leisten. Bei diesen ersten Formen eines Ballspiels auf einem Tisch gehörten diverse Schikanen wie Tore, Bögen, Kegel und Löcher zur Ausstattung, wobei die Bälle mit dem dicken Ende des Schlägers geschlagen wurden, vergleichbar etwa mit dem heutigen Hockey.
Ob die Ursprünge in Frankreich oder Großbritannien liegen, ist nicht eindeutig geklärt. Eine der frühesten Erwähnungen eines Billardtisches jedoch beschreibt, dass der französische König Ludwig XI. einen solchen Tisch 1470 vom Kunsttischler Henri de Vigne erwarb.

### 16. bis 18. Jahrhundert

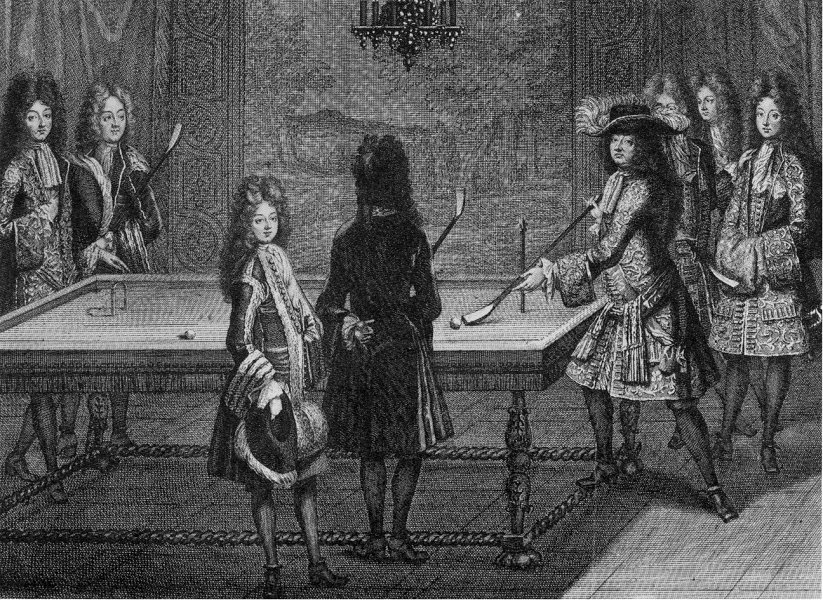
Ludwig XIV. beim Billardspiel, Schloss Versailles, 1694

Ab Mitte des 16. Jahrhunderts war das Billardspiel bereits an zahlreichen Königshäusern Europas etabliert und Bestandteil des Gesellschaftslebens. Überlieferungen zufolge war das Spiel unter anderem der schottischen Königin Maria Stuart und dem französischen König Karl IX. bekannt. Ende des 16. Jahrhunderts erreichten mit den Spaniern die ersten Billardtische auch Amerika.
Etwa zur gleichen Zeit findet das Spiel erste Erwähnungen seitens englischer Schriftsteller. In Mother Hubberd’s Tale von Edmund Spenser (erschienen 1591) heißt es: „… With dice, with cards, with billiards far unfit …“ In Antony and Cleopatra von William Shakespeare (1606) spricht Cleopatra: „Let it alone; let’s to billiards: come, Charmian.“ Die erste genauere Beschreibung eines Billardspiels sowie seiner Verbreitung findet sich in The Compleat Gamester des englischen Schriftstellers Charles Cotton aus dem Jahr 1674. Cotton gab an, dass Billard ein in den Ballhäusern in ganz Europa verbreitetes Spiel sei.
Gegen Ende des 17. Jahrhunderts wurde mehr und mehr das dünnere Ende des Spielstocks zum Bewegen der Bälle benutzt, womit allmählich die Entwicklung des Queues hin zu seiner heutigen Form einsetzte.
Im 18. Jahrhundert ging die Entwicklung des Spiels in Europa in zwei Richtungen. Während im Zuge des Geistes der Französischen Revolution spätestens ab den 1780er Jahren in Frankreich alle Hindernisse und somit auch die Taschen vom Tisch verschwanden und das heutige Karambolage entstand, wurde in England das Lochbillard weiterentwickelt zum heute bekannten English Billiards. James Beaufort erwähnt im Buch An Epitome of Hoyle (1791) sowohl den Begriff Carambole als auch die Verwendung eines roten Balls für ein Spiel mit drei Bällen.

### 19. Jahrhundert

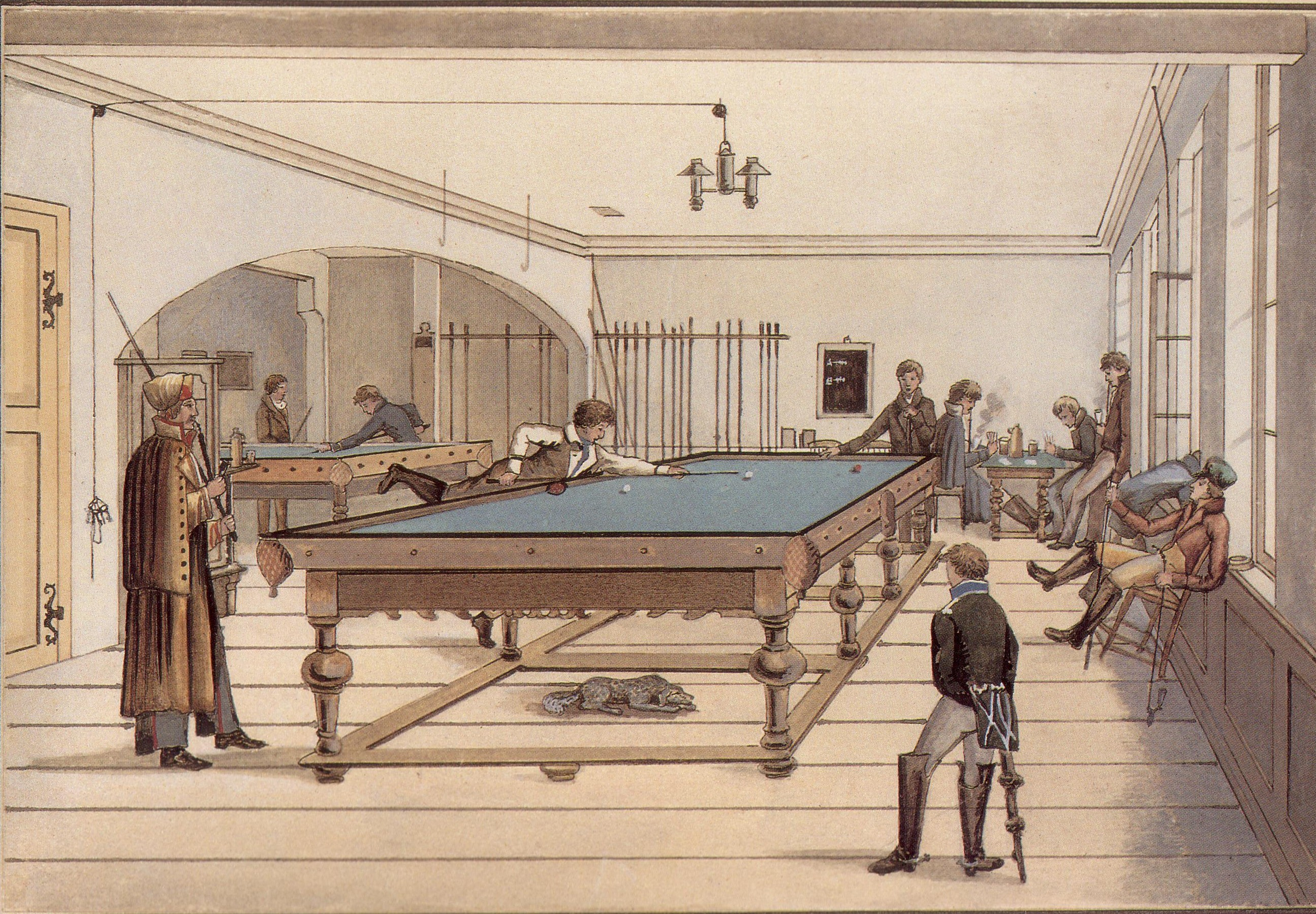
Tübinger Studenten beim Billardspiel im frühen 19. Jahrhundert

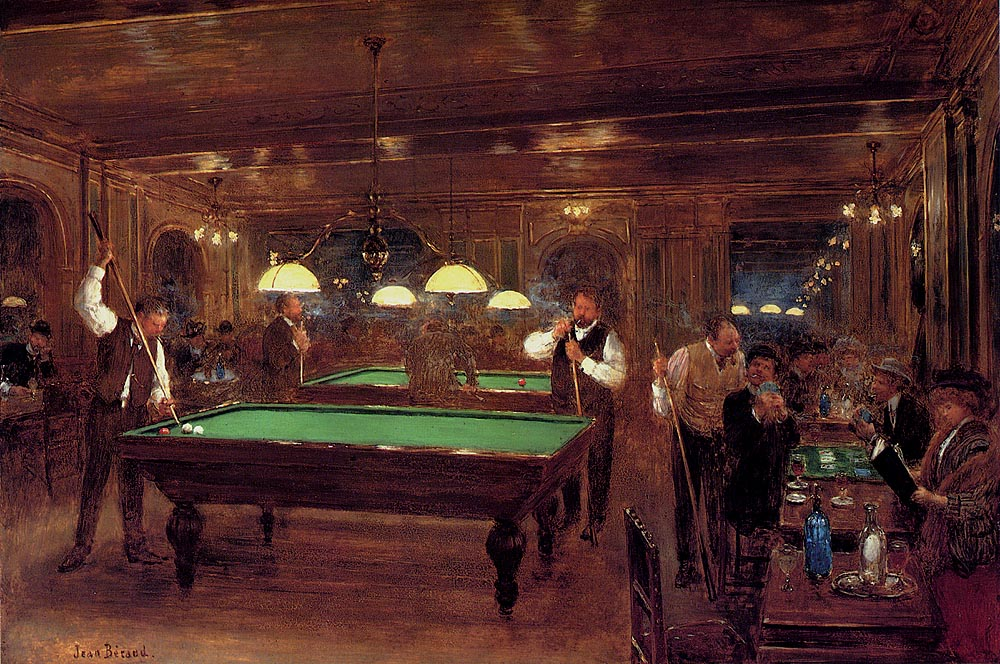
Billardspiel in Frankreich am Ende des 19. Jahrhunderts

Nachdem im Jahr 1807 der Franzose François Mingaud während seiner Inhaftierung auf die Idee gekommen war, ein Stück Leder auf die Queue-Spitze aufzubringen, wodurch auch Effet-Stöße möglich wurden, machte im Zuge der Industriellen Revolution das Billardspiel im 19. Jahrhundert schnelle Fortschritte. Auf die Lederspitze folgte kurze Zeit später die Entwicklung spezieller Billardkreide, um das Abrutschen des Queues am Ball zu verhindern. 1827 stellte der englische Tischbauer John Thurston erstmals einen Billardtisch mit einer Schieferplatte als Untergrund vor (statt der bis dahin benutzten Holzplatte), was einen stark verbesserten Lauf der Bälle zur Folge hatte. Thurston war es auch, der eine Neuerung die Banden betreffend einführte. Wurden bis dahin diverse Materialien wie Baumwolle, Pferdehaar oder Tierfelle als Überzug der Holzleisten benutzt, stellte Thurston 1835 zum ersten Mal eine Bande mit einer Kautschuk-Innenseite vor. Das Problem der Temperatur-Abhängigkeit dieses Materials wurde zunächst mit permanenter Erhitzung oder Kühlung zu bekämpfen versucht. 1845 meldete Thurston das Patent für die letztendliche Lösung an, als er vulkanisierten Kautschuk verwendete, eine Erfindung von Charles Goodyear aus dem Jahr 1839. Die Billardkugeln bestanden inzwischen fast überall aus afrikanischem Elfenbein, welches das bis dahin übliche Holz ersetzte.
Durch technische Innovationen, Regelanpassungen und -festlegungen sowie die Entdeckung des monetären Potentials des Billardspiels erfolgten ab 1850 die ersten Formen von Spieler-Organisierung und Turnierszenen, beginnend im frühen 19. Jahrhundert in England. Das Herausforderungs-Match blieb auch später noch ein unabdingbarer und teils beliebter Bestandteil, besonders der Profis. Lange vor Beginn des 20. Jahrhunderts wurden die ersten Meisterschaften in Turnierform ausgetragen. Besonders in Großbritannien und in den USA begann in dieser Zeit ein reges Interesse am Billardspiel, das nicht selten mehrere Tausend Zuschauer in die Salons und Veranstaltungshallen lockte.
Etwa um 1880 waren alle heute populären Billard-Varianten in ihren Grundzügen etabliert. Spätere Weiterentwicklungen führten zu neuen Versionen und zu teils neuen Untervarianten.
Als erste Meilensteine gelten die Herausforderungs-Matches zwischen Michael Phelan und John Seereiter 1859 in Detroit im Four-Ball (eine amerikanische Variante von English Billiards mit 4 Bällen, die damals vorherrschende Disziplin in den USA) sowie zwischen William Cook und John Roberts Sen. 1870 in London im English Billiards. 1873 fand ferner die erste Profi-Weltmeisterschaft in der Karambolage-Variante Freie Partie in New York City statt. 1878 folgte die erste US-Pool-Meisterschaft; Austragungsort war ebenfalls New York.
Während in den USA und in Großbritannien die Impulse maßgeblich von den Profis ausgingen, war der Billardsport in dieser Zeit in Kontinental-Europa vom Geiste des Amateursports geprägt, bedingt auch durch die Einflüsse der Französischen Revolution und des neu belebten olympischen Gedankens – wenngleich es vor allem im Karambolage auch europäische Profis und eine ausgedehnte Amateurlandschaft in den USA gab.
Eine letzte große Änderung bezüglich des Materials setzte sich im ausgehenden 19. Jahrhundert durch, indem das vorher verwendete Elfenbein der Bälle durch Kunstharze ersetzt wurde. Mit Ausnahme der Disziplin Billard Artistique werden heute für Billard ausschließlich Bälle aus hochwertigen Phenolharzen verwendet.

### 20. Jahrhundert
Die Amateur-Weltmeisterschaft 1903 im Cadre 45/2 in Paris wird heute als das erste Großereignis in Kontinental-Europa angesehen. Der Erste Weltkrieg und der damit verbundene langjährige Stillstand von Karambolage in Europa ließ nicht nur die Begegnungen zwischen Spielern beider Kontinente zum Erliegen kommen, sondern auch zwei mehr oder weniger getrennte Linien entstehen – natürlich auch vor dem Hintergrund, dass Kontinentalreisen nach wie vor sehr aufwändig waren.
Billard war inzwischen auch in Asien zur Bewegung geworden – vor allem japanische Dreiband-Spieler waren seit dem frühen 20. Jahrhundert in den USA unterwegs, später auch in Europa. Sowohl in Großbritannien, Festland-Europa, Amerika als auch in Asien hinterließen die beiden Weltkriege, die Weltwirtschaftskrise von 1929 sowie die Alkoholprohibition in den USA von 1919 bis 1933 im Billardsport ihre Spuren; vor allem bei den Profis, deren Existenz direkt vom zahlenden Zuschauer abhängig war. Eine aufkommende Krise vor allem in den USA, aber auch in Großbritannien, wurde in den 1950er und 1960er Jahren noch verstärkt durch das aufkommende Fernsehen, das den Spielern zunächst ihr Publikum nahm.
Poolbillard erlebte jedoch bald darauf eine Renaissance mit dem Erscheinen des Kinofilms Haie der Großstadt (1961), der in den USA für eine neue Begeisterungswelle für diese Variante sorgte. Gemeinsam mit dem 1986 erschienenen Spielfilm Die Farbe des Geldes waren beide Filme an der Begeisterung für Poolbillard später auch in Asien und Europa beteiligt.
Ein neues Zeitalter von Billard in Großbritannien brach Ende der 1960er Jahre an, als die BBC ein Format suchte, um den Zuschauern die Überlegenheit des Farbfernsehens deutlich zu machen – und sich hierfür Snooker aussuchte.
Die Präsenz amerikanischer und britischer Militär-Garnisonen in Festland-Europa nach dem Zweiten Weltkrieg sorgte spätestens seit den 1970er und 1980er Jahren dafür, dass sich neben Karambolage auch Poolbillard und Snooker dort etablierten. Der Spiegel berichtete 1974, eine Poolbillard-Welle überrolle die Bundesrepublik.
Mit dem Fall des Eisernen Vorhangs wurde eine weitere Welle in Bewegung gesetzt, als vor allem Poolbillard, aber auch Snooker den Weg nach Osteuropa fanden und seitdem in dieser Region mehr und mehr Anhänger finden.
Man kann heute noch die Einflüsse von Politik und Auswanderungswellen auf die Bedeutung der einzelnen Varianten in verschiedenen Regionen der Welt erkennen, doch spätestens mit dem Einsetzen der Globalisierung in den 1990er Jahren sowie begünstigt durch die zunehmende digitale Vernetzung ist der Billardsport inzwischen in allen Teilen der Welt vertreten – manifestiert durch entsprechende Welt-, Kontinental- und Nationalverbände.

## Spieltechnik

### Armhaltung

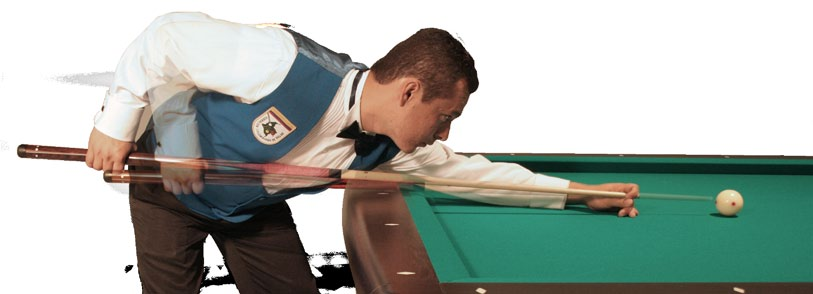
Korrekte Armhaltung beim Stoß

Beim Ausführen des Stoßes sollte der Unterarm gerade bleiben und es sollte ein rechter Winkel (90°) zwischen Unter- und Oberarm entstehen. Beim Schwung sollte nur der Ellenbogen bewegt werden, ähnlich einem Uhrpendel, Schulter- und Handgelenk bleiben dabei steif (siehe Foto).

### Normalstoß

Treffpunkte des Queues am weißen Spielball und die resultierenden Stöße (Seitenansicht):
1 Normalstoß (Zentrum)
2 Nachläufer
3 Rückläufer
4 Sprungball/Jump shot (Poolbillard)
5 Masséstoß (Karambolage)

Die weiße Kugel wird mit dem Queue angestoßen. Der Kontakt zwischen der Pomeranze an der Spitze des Queues und der Kugel dauert etwa ein bis zwei Millisekunden, abhängig von der Härte der Pomeranze und der Geschwindigkeit des Queues.
Beim Normalstoß wird die Kugel exakt in der (vertikalen und horizontalen) Mitte getroffen. Danach läuft sie in Stoßrichtung. Unmittelbar nach dem Stoß rutscht die Kugel über das Tuch. Erst wenn die Reibung auf dem Tuch lange genug auf sie eingewirkt hat, beginnt sie zu rollen. Die Distanz, ab der sie zu rollen beginnt, hängt vor allem von ihrer Geschwindigkeit ab, also von der Härte des Stoßes. Wenn der Stoß hart genug ausgeführt wird, kann die weiße Kugel die angezielte Kugel auch über eine längere Distanz erreichen, ohne zu rollen.
Mit dem Normalstoß ist es am einfachsten, die weiße Kugel genau in die gewünschte Richtung zu stoßen.

### Effetstöße

Treffpunkte am weißen Spielball aus der Sicht des Spielers und die resultierenden Stöße:
Zentrum: Normalstoß
12:00 Nachläufer
01:30 bis 04:30 Rechtseffet
06:00 Rückläufer
07:30 bis 10:30 Linkseffet
Grau: Stoppball

Bei einem Effetstoß wird die weiße Kugel dezentral getroffen. Damit wird ihr nicht nur der Impuls gegeben, der die primäre Laufrichtung bestimmt, sondern sie wird zugleich in Rotation versetzt. Dieses Andrehen der weißen Kugel ermöglicht es, sie zu einem bestimmten Laufverhalten zu veranlassen. Mit einem Effetstoß wird in erster Linie das Laufverhalten der weißen Kugel beeinflusst; nur in geringem Maß überträgt sich ein Effet auch auf die angespielte Kugel. Je nachdem, wo die weiße Kugel mit dem Queue getroffen wird, hat dies unterschiedliche Wirkungen:
Nachläufer
Treffpunkt: oberhalb der Mitte. Die weiße Kugel wird, nachdem sie eine andere Kugel zentral getroffen hat, dieser nachlaufen. Daher heißt dieser Stoß Nachläufer oder auch Laufball.
Rückläufer und Stoppball
Treffpunkt: unterhalb der Mitte. Wenn die weiße Kugel danach auf eine andere Kugel zentral auftrifft, wird sie je nach der Stärke des Effets entweder zurücklaufen (dieser Stoß heißt Rückläufer oder Zugball) oder ihren Lauf langsamer als ohne Effet fortsetzen oder – beim sogenannten Stoppball – genau an der Position des Zusammenpralls liegen bleiben.
Seitlicher Effet
Treffpunkt: rechts oder links der Mitte. Die seitlich rotierende weiße Kugel wird sich beim Kontakt mit einer Bande anders verhalten als ohne Effet. Sie wird beispielsweise nach senkrechtem Auftreffen auf die Bande nicht auf demselben Weg zurücklaufen, sondern in einem Winkel zu der Seite hin, auf der man sie angestoßen hat.
Die seitliche Rotation der weißen Kugel wird beim Auftreffen auf die angespielte Kugel als Gegeneffekt auf diese übertragen, ähnlich wie zwischen zwei verbundenen Zahnrädern. Somit wird sich auch die angespielte Kugel beim Berühren einer Bande anders verhalten. Besonders bei den technischen Disziplinen im Karambolage (Freie Partie, Cadre) wird der seitliche Effet dazu eingesetzt, den angespielten Ball wieder korrekt zu positionieren (Serienspiel).
Ein Nachläufer oder Rückläufer lässt sich mit einem seitlichen Effet kombinieren, um der weißen Kugel eine ganz bestimmte Laufrichtung und Laufweite zu geben.
Dauer des Effets
Beim Nachläufer oder Rückläufer gilt: Nach dem Stoß rollt die weiße Kugel nicht ihren Umfang auf dem Tuch ab, sondern rutscht über das Tuch – im Idealfall bis zum Erreichen des anvisierten Balls, denn der Effet soll nach der Kollision wirksam werden. Wenn bei größerer Entfernung des Zielballs die weiße Kugel zu schwach gestoßen wurde oder ihr Effet zu schwach ist, baut die Reibung auf dem Tuch den Effet schon vor Erreichen des Zielballs ab. Der Effet geht dabei entweder in zusätzliche Bewegungsenergie über (beim Nachläufer) oder führt zu einem Abbremsen der Kugel (beim Rückläufer).
Ein seitlicher Effet wird von der Reibung auf dem Tuch kaum abgebremst. Die seitliche Rotation wird entsprechend bei der Kollision mit einer Bande oder einer anderen Kugel wirksam.

### Kunststöße
Weiterhin gibt es Kunststöße, auch Trickstöße oder Trick-Shots genannt (siehe Billard Artistique). Ein Beispiel ist der Kopfstoß, der auch regelmäßig bei den technischen Disziplinen des Karambolage Anwendung findet. Kopfstöße können bewirken, dass die Kugel einen deutlich sichtbaren Bogen beschreibt (Massé), sich zunächst vorwärts und dann ohne weiteren Ball- oder Bandenkontakt rückwärts bewegt (Piqué), dieselbe Bande oder angrenzende Banden gleich mehrfach hintereinander berührt oder gar von der Tischplatte abhebt. Die weiße Kugel wird hierzu mit einem Winkel von ungefähr 30° bis 90° von oben gestoßen. Es gibt jedoch Regeln, die diese und andere Trickstöße wie zum Beispiel den Jump-Stoß beim Pool begrenzen.

### Lauf der Kugeln nach dem Zusammenstoß
Wenn der weiße Spielball den Objektball genau in der Mitte trifft, läuft dieser in derselben Richtung wie zuvor der Spielball. Beim Zusammenprall zweier Kugeln handelt es sich physikalisch um einen Stoß. Dabei gilt der Impulserhaltungssatz und zugleich der Energieerhaltungssatz. Da Billardkugeln die gleiche Masse haben und der Stoß annähernd elastisch ist, läuft die angestoßene Kugel mit annähernd derselben Geschwindigkeit wie zuvor die weiße Kugel. Dieses Verhalten ist analog am Kugelstoßpendel zu beobachten. Bei diesem sind noch mehrere weitere Kugeln dazwischengeschaltet, die Impuls und Energie an die jeweils nächste Kugel weitergeben. Man kann diese Anordnung mit Billardkugeln nachbilden.

Weg der weißen Kugel, links bei fast mittigem Auftreffen, rechts bei dünnem Anschneiden der angespielten Kugel.
1 Weg vor dem Zusammenprall (Spielrichtung/Stoßrichtung)
2 Treffpunkt
3 Ablauf nach dem Zusammenprall
(eine weiße Kugel mit Effet kann ihre Laufrichtung danach nochmals ändern, hier nicht dargestellt)

Beim Kugelstoßpendel bleiben die anstoßenden Kugeln nach dem Stoß stehen. Die weiße Billardkugel verhält sich oft anders, wenn sie eine andere Kugel voll trifft, weil sie vor und nach dem Zusammenstoß meistens in Laufrichtung oder in einer anderen Richtung mehr oder weniger schnell rotiert. Ob sie weiterläuft oder stehen bleibt oder zurückläuft, hängt von dieser Rotation ab – und damit von dem Effet, mit dem sie gestoßen wurde.
Wenn die angestoßene Kugel nicht mittig getroffen wird, teilt sich die Bewegungsenergie zwischen den Kugeln auf. Sie laufen dann in unterschiedliche Richtungen, und zwar in einem Winkel von 90°. Die weiße Kugel ändert jedoch kurz danach oft ihre Laufrichtung aufgrund ihrer Rotation. Je schneller sie rotiert und je langsamer sie läuft, desto deutlicher ist die Richtungsänderung.
Wird der Objektball nur knapp von der Mitte versetzt getroffen, nimmt er einen um wenige Grad von der Spielrichtung abweichenden Weg, während der weiße Spielball fast rechtwinklig zur Spielrichtung abläuft (siehe Grafik, linker Teil). Wird der Objektball nur ganz schwach seitlich getroffen, ist es der weiße Spielball, der nahezu in Spielrichtung weiterläuft, während der Objektball einen Weg fast rechtwinklig zur Spielrichtung nimmt (siehe Grafik, rechter Teil). Je voller der Objektball getroffen wird, desto mehr Stoßkraft und Vorwärtsrotation (Nachläufer-Effet) sind notwendig, um den Spielball danach noch weit laufen zu lassen; je dünner der Objektball angeschnitten wird, desto weniger Stoßkraft ist nötig.
Der weitere Weg der weißen Kugel kann durch einen ihr mitgegebenen Effet stark beeinflusst werden. Auf den weiteren Weg der angespielten Kugel haben Effetstöße dagegen nur einen geringen oder keinen Einfluss.
Die Ablauftechnik ist das Grundwissen und die wichtigste Technik beim Karambolage, insbesondere beim Einband und Dreiband.

### Stellungsspiel
Beim Billard hat der Spieler über den einzelnen Stoß hinaus immer auch die möglichen nächsten Stöße im Blick. Somit betrachtet er das Ensemble aller Kugeln in der jeweiligen Spielsituation. Bei jedem Stoß versucht er, den Spielball in eine günstige Position für den nächsten Stoß zu bringen. Effetstöße (siehe oben) dienen insbesondere dazu, die Ablage des Spielballs für den nächsten zu spielenden Ball zu optimieren.

## Spielarten

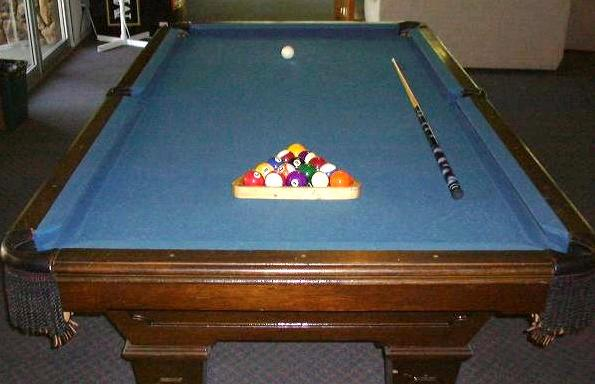
Pooltisch mit Zubehör

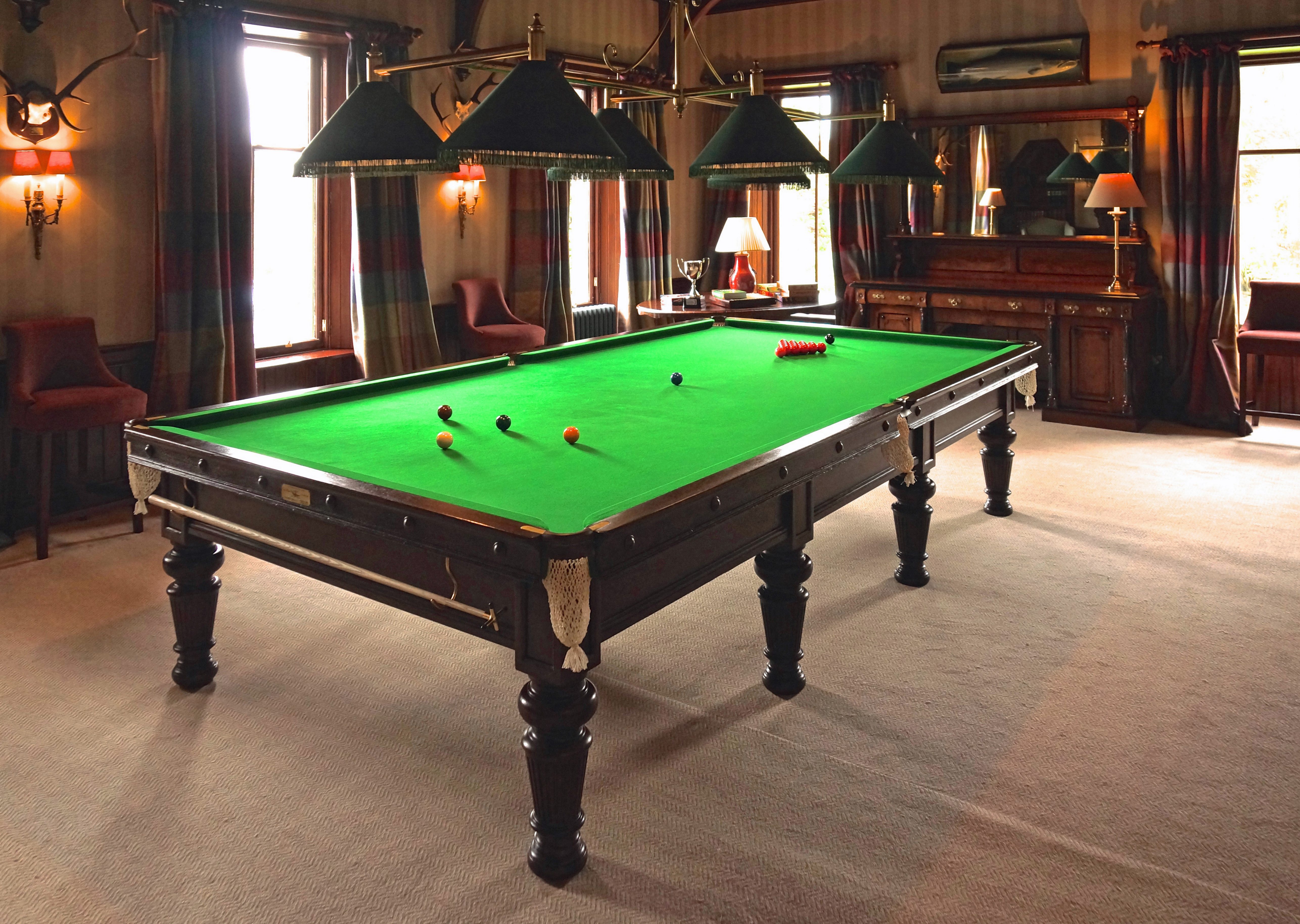
Snookertisch im Hotel Cromlix House in Schottland

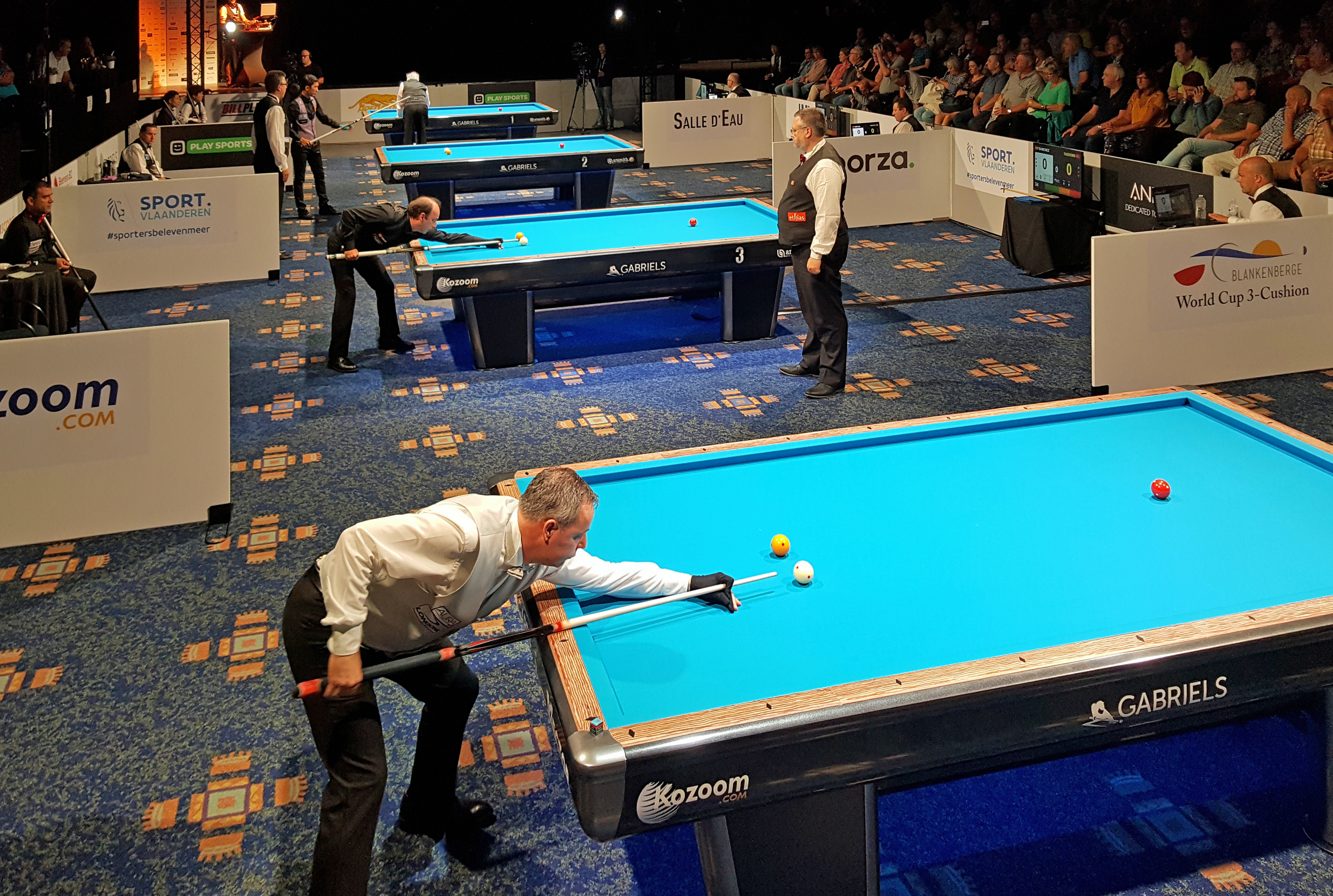
Karambolage-Tische

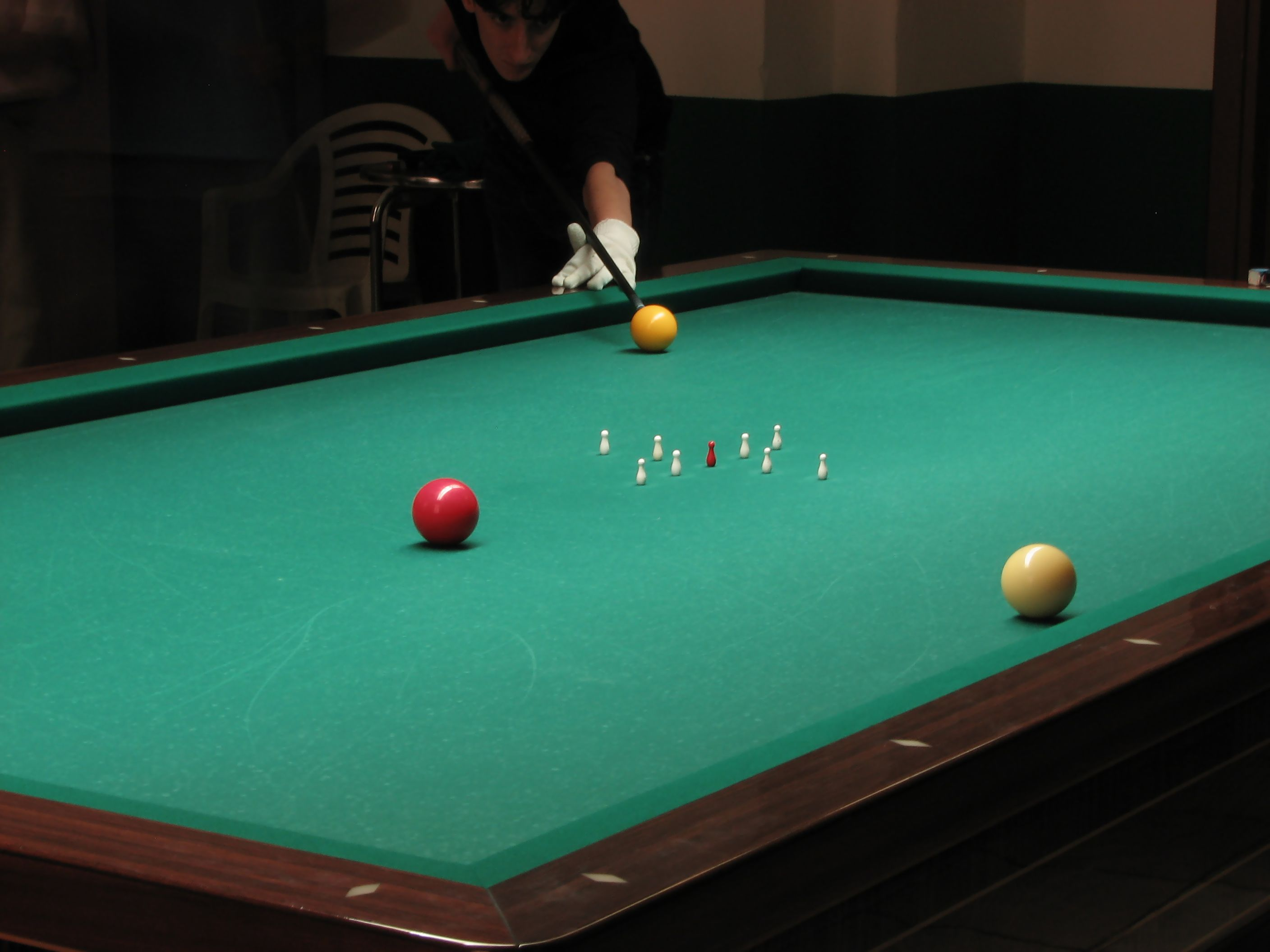
Spielsituation im Kegelbillard

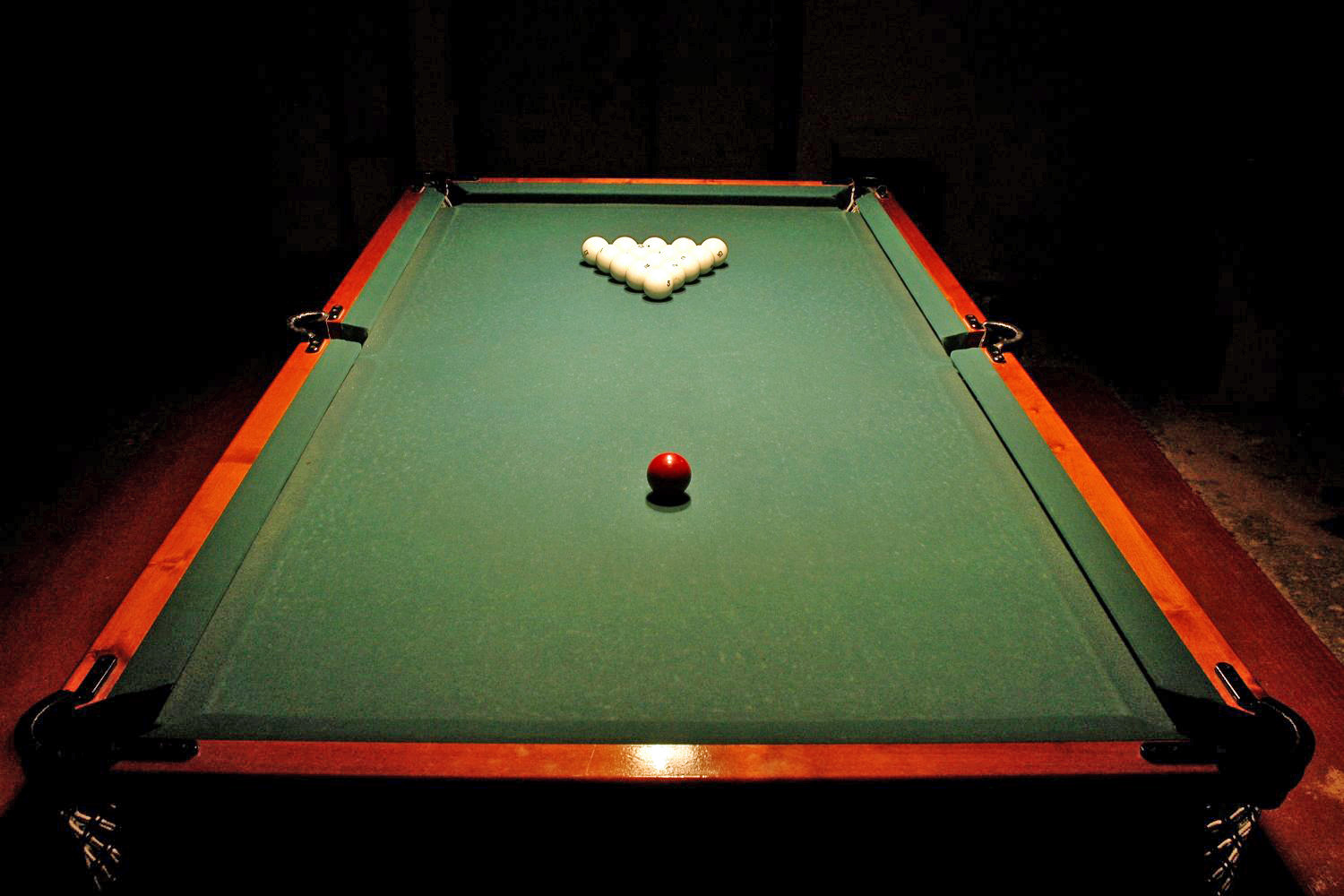
Tisch für russisches Billard

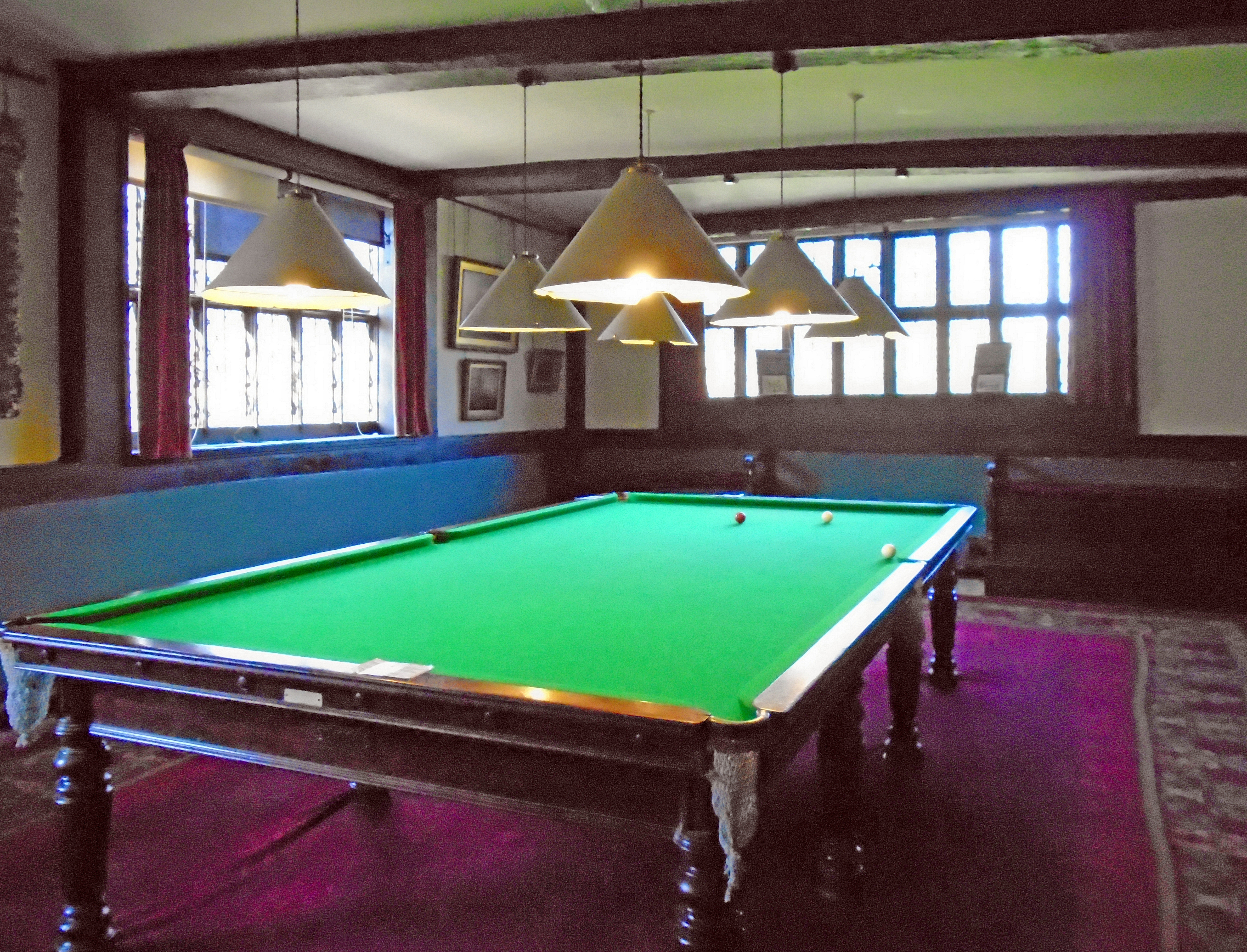
English-Billards-Tisch

### Poolbillard
Poolbillard wird mit einem Spielball (die Weiße) und 15 Objektbällen (die Farbigen) gespielt.
Davon gibt es jeweils sieben Halbe, sieben Volle plus die schwarze Acht. Die Namensgebung bezieht sich auf die Art der Farbgebung.
Der Spielball darf als einzige Kugel direkt mithilfe des Queues gespielt werden. Die Spieler haben abwechselnd je eine Aufnahme. Die Aufnahme ist beendet, wenn der Spieler mit seinem Stoß keine Kugel regelgerecht lochen konnte.
Die populärsten Unterarten von Poolbillard sind 8-Ball, 9-Ball, 10-Ball und 14/1 endlos.

### Snooker
Das Spielprinzip beim Snooker besteht darin, 15 rote und 6 andersfarbige Kugeln (die Farbigen) nach bestimmten Regeln zu versenken.
Ähnlich wie im Poolbillard darf nur die Weiße mit dem Queue berührt werden, und die Spieler haben abwechselnd je eine Aufnahme. Allerdings ist der Snookertisch um einiges größer als der Poolbillardtisch, und die Taschen sind kleiner und mit abgerundeten statt geraden Kanten geformt.

### Karambolage
Beim Karambolage, auch Karambol, wird nur mit drei Kugeln gespielt, die in der Regel die Farben Rot, Weiß und Gelb haben.
Im Gegensatz zum Poolbillard oder Snooker werden keine Kugeln in Taschen versenkt, der Tisch hat keine Löcher. Stattdessen geht es darum, mit dem Spielball die anderen beiden Kugeln nach bestimmten Regeln zu treffen.
Die bekanntesten Variationen sind die Freie Partie, Cadre, Einband, Dreiband sowie Billard Artistique.

### Kegelbillard
Beim Kegelbillard ist es das Ziel, mit dem bespielten Ball möglichst viele Kegel umzuwerfen.
Als Spieltisch wird ein kleinerer Karambolage-Tisch mit den Maßen 180 × 90 Zentimeter verwendet. In der Mitte des Tisches werden fünf oder neun Kegel aufgestellt. Das Spiel wird mit drei Karambolage-Bällen gespielt.
Die bedeutendsten Variationen sind 5-Kegel-Billard, 9-Kegel-Billard sowie das Billard-Kegeln.

### Russisches Billard
Russisches Billard ist eine Billardvariante, die vor allem in Russland und den übrigen GUS-Staaten sehr populär ist.
Gespielt wird auf einem 12-Fuß-Tisch mit 16 Kugeln, die mit 68 Millimeter Durchmesser noch größer sind als Karambolage-Kugeln. In den nur 73 Millimeter breiten Einlauf der Ecktaschen ist eine Kugel somit nicht zu versenken, wenn zu einer der beiden Seiten der Tasche der Abstand mehr als 5 Millimeter beträgt.

### English Billiards
Gespielt wird auf einem 12-Fuß-Tisch mit sechs Taschen. Zwei Spieler spielen gegeneinander, und beide haben einen eigenen Spielball, der entweder weiß oder gelb ist. Der dritte Ball auf dem Tisch ist rot, und er ist der Objektball. Das Spiel verbindet Elemente verschiedener Spielarten. So kann man zum Beispiel Punkte erzielen, indem man eine der beiden anderen Kugeln versenkt, seine eigene nach einer Karambolage mit mindestens einer Kugel einlocht, oder wie bei Karambolage beide anderen Kugeln mit seinem Spielball trifft. Diese Möglichkeiten können kombiniert werden, um mehr Punkte zu bekommen.

### Multicolore
Multicolore ist ein französisches Glücksspiel, das Elemente des Roulette mit dem Billard verbindet und verschiedentlich in Billard Cercles genannten Spielklubs angeboten wird.

## Billard bei internationalen Sportveranstaltungen
Billard ist unter anderem seit der Ausgabe 2001 Teil des Sportprogramms der World Games und seit 1991 Teil der Südostasienspiele. Von 1998 bis 2010 war es auch Bestandteil der Asienspiele.
Die World Confederation of Billiard Sports (WCBS), der Weltdachverband des Billardsports, ist seit dem 5. Februar 1998 ein vom Internationalen Olympischen Komitee (IOC) anerkannter internationaler Verband (vgl. Liste der vom IOC anerkannten internationalen Verbände). Billard ist aber bisher keine olympische Sportart, es gehört nicht zum olympischen Programm. Die Bemühungen der WCBS, Billard in das olympische Programm aufzunehmen, werden von der Association of IOC Recognised International Sports Federations (ARISF) gegenüber dem IOC vertreten.

## Billard und Doping
Als Voraussetzung für die Anerkennung als olympische Sportart und als Mitglied des DOSB unterliegt Billard allen nationalen Anti-Doping-Regelungen der NADA bzw. der WADA.
Auf nationalen und internationalen Meisterschaften werden daher Doping-Proben genommen – ebenso werden Trainingskontrollen durchgeführt.
Der erste offizielle Dopingfall im deutschen Billard erregte 2007 Aufsehen und betraf Axel Büscher, den Deutschen Meister im Einband, der während der deutschen Meisterschaften in Bad Wildungen positiv auf eine verbotene Verschleierungssubstanz getestet wurde, die sich in einem ärztlich verordneten, aber nicht angegebenen Medikament befand. Es erfolgte unter anderem eine Aberkennung des Titels sowie eine Sperre.
Bei der Deutschen Meisterschaft 2009 in Bad Wildungen wurde ein weiterer Sportler der Einnahme verbotener Substanzen überführt und für zwei Jahre gesperrt.